# René van Ast
René van Ast (1938-1985) was een Nederlands cellist.
Van Ast studeerde cello bij Carel van Leeuwen Boomkamp en Tibor de Machula. Hij was eerste cellist van het Nederlands Kamerorkest en later van het Amsterdams Philharmonisch Orkest.
Van Ast werd echter vooral bekend als kamermuziekspeler. In 1967 richtte hij het Amsterdams Strijkkwartet op. Daarnaast trad hij op in allerlei ensembles voor Oude Muziek en vooral ook hedendaagse muziek. Van Ast werd maar 47 jaar. Er zijn enige tientallen opnamen bewaard gebleven waarop zijn spel is te horen.
Hij is begraven op Zorgvlied.
- International Standard Name Identifier: 0000 0000 4883 6131
- Library of Congress Control Number: no2006002884
- Nationale Bibliotheek van Israël: 987012502567005171
- Nationale Bibliotheek van Polen: a0000003690585
- Virtual International Authority File: 6151151112585137180004